# Microcar

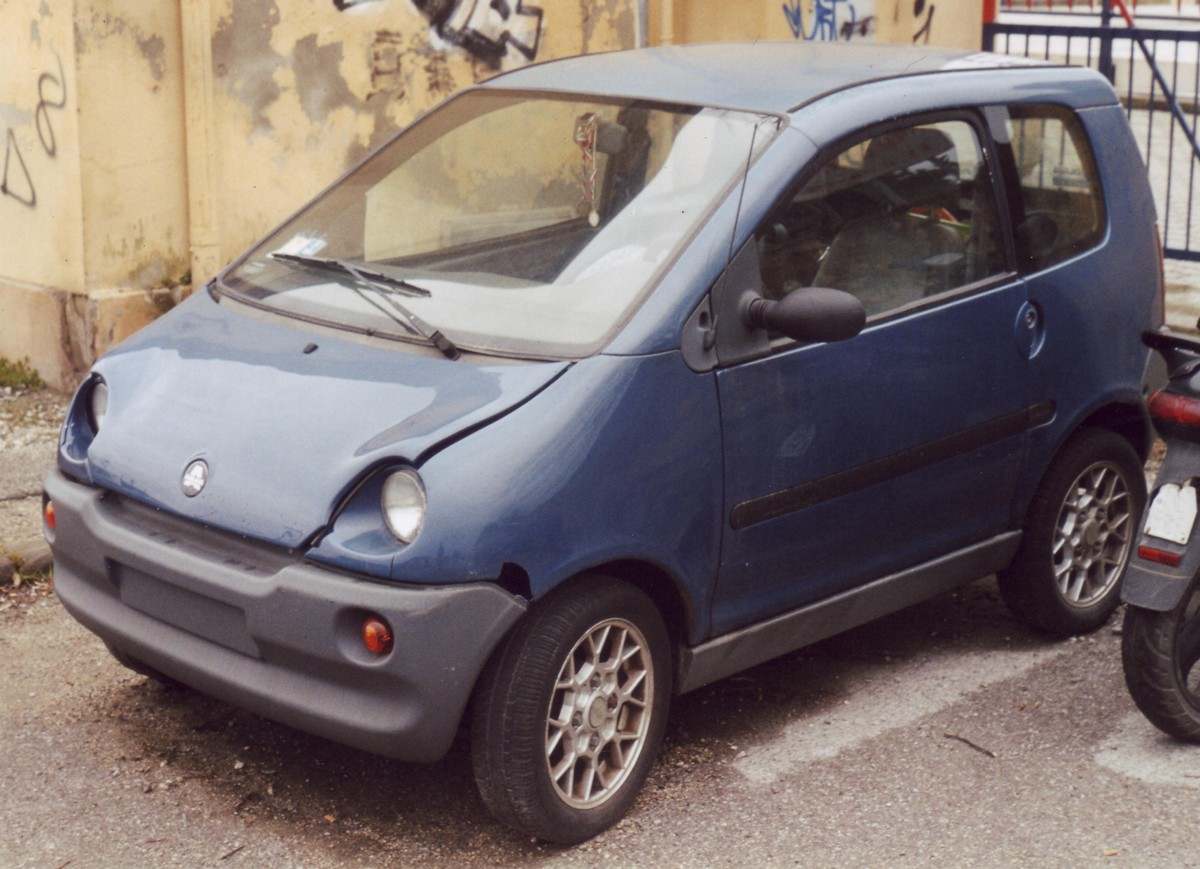
Una microcar Aixam 400

Con il termine microcar o anche minicar in lingua inglese s'intende una vetturetta ossia un veicolo dalle dimensioni estremamente ridotte, equiparato per legge ai quadricicli leggeri o pesanti.

## Storia

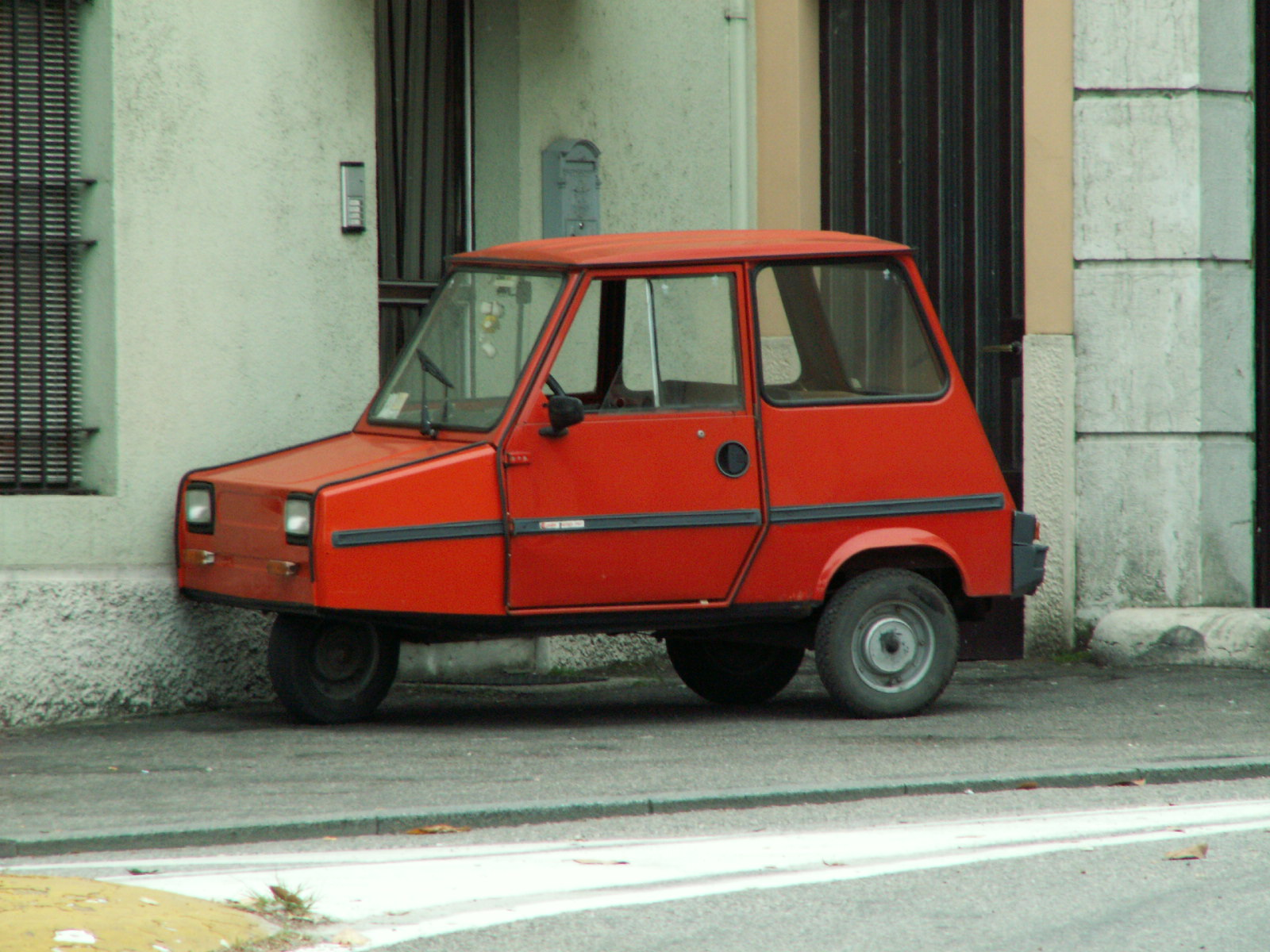
Una microcar d'epoca, il Sulky

Le prime minicar furono costruite fin dai primi anni del secondo dopoguerra: si trattava in genere di modelli a tre ruote, concepite come automobili dagli ingombri ridottissimi e dai bassi consumi, antenate delle moderne city car. Alcuni esempi sono le tedesche Fuldamobil e Brütsch Mopetta, l'italiana Iso Isetta, le britanniche Peel P50 e Trident e in seguito, l'italiana Casalini Sulky.
Le microcar in senso moderno fanno la loro comparsa negli anni ottanta in Francia, Paese che tuttora ospita alcune tra le principali Case costruttrici di microcar quali Ligier, Aixam, e Chatenet. Si dovrà però attendere la metà degli anni novanta prima di una vera diffusione di tali veicoli nel resto d'Europa.
A partire dal 2023 il mercato delle microcar in Italia ha registrato un'importante crescita, soprattutto grazie alla diffusione di modelli elettrici come la Citroën Ami, la Fiat Topolino e la Microlino. Questi veicoli, tecnicamente classificati come quadricicli leggeri (categoria L6e) o pesanti (categoria L7e), sono sempre più scelti dai giovani tra i 14 e i 18 anni, grazie alla possibilità di guida con patente AM e alla facilità di parcheggio nei centri urbani. In parallelo, anche i quadricicli elettrici a uso professionale stanno guadagnando terreno, in particolare nei settori della logistica urbana e delle consegne.Lo Stato italiano, tramite incentivi statali per l'acquisto di veicoli elettrici e il potenziamento delle infrastrutture di ricarica, ha favorito la diffusione dei quadricicli elettrici, spingendo molti produttori verso l'elettrificazione dell'offerta. Secondo ANFIA (Associazione Nazionale Filiera Industria Automobilistica), le immatricolazioni di quadricicli elettrici hanno superato i 10.000 esemplari nel 2023, con l’Italia che si posiziona tra i mercati più importanti d’Europa dopo la Francia.
Nel 2024 il mercato delle microcar, o quadricicli leggeri, ha registrato una significativa crescita in Italia, con un totale di 21.442 immatricolazioni, pari a un aumento del 25,78% rispetto all’anno precedente. Questo incremento è stato trainato dalla crescente domanda di veicoli compatti ed elettrici, adatti alla mobilità urbana, specialmente tra i giovani sotto i 18 anni. L’Italia si conferma uno dei principali mercati europei per i quadricicli, subito dopo la Francia.

## Legislazione europea
Nei Paesi dell'Unione europea le minicar rientrano in due tipologie di veicoli ben precise a seconda delle loro caratteristiche costruttive:
- Quadricicli leggeri: massa inferiore ai 425 kilogrammi, cilindrata inferiore ai 50 cm³ se equipaggiate con motori a benzina (non sono invece previsti limiti per i motori diesel o elettrici), potenza inferiore ai 4 kW e velocità massima inferiore ai 45 km/h.
- Quadricicli pesanti: massa inferiore ai 430 kilogrammi (550 se adibiti al trasporto di cose), potenza inferiore ai 15 kW e velocità massima inferiore agli 80 km/h.

Le microcar classificate come quadricicli leggeri vengono equiparate ai ciclomotori, dunque è possibile guidarle previo conseguimento della patente AM. I modelli che invece vengono classificati come quadricicli pesanti sono guidabili previo conseguimento della patente B1.

## Controversie sulla sicurezza
Per la verifica e il confronto della sicurezza dei quadricicli leggeri rispetto ad altri mezzi, sono stati studiati i dati statistici del 2008, dove è emerso che i quadricicli leggeri risultano 2 volte più pericolosi (indice di mortalità) dei mezzi a due ruote e di 3 volte rispetto agli autoveicoli, questi risultati si devono anche per la maggiore eventualità d'incarceramento in caso d'impatto (rimanere imprigionati nel mezzo), sia dall'eccessiva sensazione di sicurezza riposta in questi mezzi, sia dai limiti legali di peso e dai crash test non standardizzati. Infatti questi veicoli non sono soggetti alle stesse normative di tutti i veicoli normali e non hanno bisogno di superare i crash test prima della vendita.
Dal 2008 al 2009 sono stati svolti dei test da parte dell'ADAC (Associazione Generale Tedesca dell'Automobile), dove sono emersi i limiti dei quadricicli leggeri di quel periodo, in particolar modo in confronto con gli altri mezzi della strada, in questo caso un'automobile, nel 2016 venne effettuato un test sui quadricicli pesanti, con risultati simili.